# Sofia di Minsk
Sofia di Minsk (1140 circa – 5 maggio 1198) è stata una sovrana russa, detta anche Sofia di Polack; fu regina consorte di Danimarca, quale moglie di Valdemaro I di Danimarca e poi divenne, sempre per matrimonio, langravia di Turingia.

## La vita
Sofia di Minsk nacque attorno al 1140 da Rikissa di Polonia e da un uomo di difficile identificazione. Alcuni storici ritengono che possa essere identificato con Volodar Glebovich principe di Minsk e di Hrodna, membro della dinastia di Rjurikidi e allora in esilio in Polonia. Forse quest'unione nacque con l'intento di contrastare la forza crescente di Vladimir II di Kiev e quando il pericolo si affievolì anche il matrimonio di Richenza ebbe fine.
In prime nozze sua madre s'era sposata con Magnus I di Götaland da cui era nato un figlio, Canuto V di Danimarca, di cui Sofia era sorellastra, successivamente Richenza si risposò una terza volta con Sverker I di Svezia ed ella seguì la madre in Svezia dove crebbe.
Nel 1154 Sofia venne fidanzata con Valdemaro I di Danimarca quale alleanza fra Svezia e Danimarca e poiché ella laggiù non aveva possedimenti le venne promesso 1/8 delle terre di Canuto. Giunta laggiù Sofia era considerata ancora troppo giovane per potersi sposare e venne quindi affidata alle cure di una donna chiamata Bodil. I due si sposarono a Viborg tre anni dopo.
Si vuole che Sofia fosse una donna oltre che bella anche crudele e la leggenda vuole che abbia ucciso l'amante del marito, Tore, oltre ad aver ferito la cognata Kristen, anche se nulla di tutto questo può essere confermato. Rimasta vedova attorno al 1182 ricevette un paio d'anni dopo una proposta di matrimonio da Ludovico III di Turingia. I due si sposarono, ma nel 1190 egli la ripudiò e Sofia tornò in patria morendo il 5 maggio 1198.

## Matrimoni e figli
Dal primo matrimonio con Valdemaro Sofia ebbe:
- Sophia di Danimarca (1159-1208), che sposò Sigfrido III, conte di Weimar-Orlamünde;
- Canuto VI di Danimarca;
- Marie di Danimarca (nata 1165 circa), suora presso Roskilde;
- Margareta di Danimarca (nata 1167 circa), suora presso Roskilde;
- Valdemaro II di Danimarca;
- Ingeburge di Danimarca, sposò Filippo II di Francia;
- Elena di Danimarca, sposò Guglielmo di Winchester;
- Richeza di Danimarca, sposò Erik X di Svezia.

Dal suo secondo matrimonio con Ludovico III di Turingia non nacquero figli.

## Ascendenza
|                          |                            |                               | Genitori               |  |  | Nonni |  |  | Bisnonni        |  |  | Trisnonni            |  |
|                          |                            |                               |                        |  |  |       |  |  | Vseslav di Kiev |  |  | Brjačislav di Polack |  |
|                          |                            |                               |                        |  |  |       |  |  | Vseslav di Kiev |  |  | Brjačislav di Polack |  |
|                          |                            | ?                             |                        |  |  |       |  |  | Vseslav di Kiev |  |  |                      |  |
| Gleb Vseslavič           |                            |                               |                        |  |  |       |  |  | Vseslav di Kiev |  |  |                      |  |
|                          |                            | ?                             | …                      |  |  |       |  |  |                 |  |  |                      |  |
|                          |                            | ?                             | …                      |  |  |       |  |  |                 |  |  |                      |  |
|                          |                            | ?                             | …                      |  |  |       |  |  |                 |  |  |                      |  |
| Volodar Glebovič         |                            | ?                             |                        |  |  |       |  |  |                 |  |  |                      |  |
|                          |                            | Jaropolk Izjaslavič           | Izjaslav I di Kiev     |  |  |       |  |  |                 |  |  |                      |  |
|                          |                            | Jaropolk Izjaslavič           | Izjaslav I di Kiev     |  |  |       |  |  |                 |  |  |                      |  |
|                          |                            | Jaropolk Izjaslavič           | Gertrude di Polonia    |  |  |       |  |  |                 |  |  |                      |  |
| Anastasia di Turov-Pinsk |                            | Jaropolk Izjaslavič           |                        |  |  |       |  |  |                 |  |  |                      |  |
|                          |                            | Cunegonda di Weimar-Orlamünde | Ottone I di Meißen     |  |  |       |  |  |                 |  |  |                      |  |
|                          |                            | Cunegonda di Weimar-Orlamünde | Ottone I di Meißen     |  |  |       |  |  |                 |  |  |                      |  |
|                          |                            | Cunegonda di Weimar-Orlamünde | Adela di Louvain       |  |  |       |  |  |                 |  |  |                      |  |
| Sofia di Minsk           |                            | Cunegonda di Weimar-Orlamünde |                        |  |  |       |  |  |                 |  |  |                      |  |
|                          | Ladislao Herman di Polonia | Casimiro I di Polonia         |                        |  |  |       |  |  |                 |  |  |                      |  |
|                          | Ladislao Herman di Polonia | Casimiro I di Polonia         |                        |  |  |       |  |  |                 |  |  |                      |  |
|                          | Ladislao Herman di Polonia | Maria Dobroniega di Kiev      |                        |  |  |       |  |  |                 |  |  |                      |  |
| Boleslao III di Polonia  | Ladislao Herman di Polonia |                               |                        |  |  |       |  |  |                 |  |  |                      |  |
|                          |                            | Giuditta di Boemia            | Vratislao II di Boemia |  |  |       |  |  |                 |  |  |                      |  |
|                          |                            | Giuditta di Boemia            | Vratislao II di Boemia |  |  |       |  |  |                 |  |  |                      |  |
|                          |                            | Giuditta di Boemia            | Adelaide d'Ungheria    |  |  |       |  |  |                 |  |  |                      |  |
| Rikissa di Polonia       |                            | Giuditta di Boemia            |                        |  |  |       |  |  |                 |  |  |                      |  |
|                          |                            | Enrico I di Berg              | Poppo di Berg          |  |  |       |  |  |                 |  |  |                      |  |
|                          |                            | Enrico I di Berg              | Poppo di Berg          |  |  |       |  |  |                 |  |  |                      |  |
|                          |                            | Enrico I di Berg              | Sofia                  |  |  |       |  |  |                 |  |  |                      |  |
| Salomea di Berg          |                            | Enrico I di Berg              |                        |  |  |       |  |  |                 |  |  |                      |  |
|                          |                            | Adelaide di Mochental         | Diepoldo II di Vohburg |  |  |       |  |  |                 |  |  |                      |  |
|                          |                            | Adelaide di Mochental         | Diepoldo II di Vohburg |  |  |       |  |  |                 |  |  |                      |  |
|                          |                            | Adelaide di Mochental         | Liutgarda di Zähringen |  |  |       |  |  |                 |  |  |                      |  |
|                          |                            | Adelaide di Mochental         |                        |  |  |       |  |  |                 |  |  |                      |  |